# 1858 en photographie
| Années de la photographie : 1855 - 1856 - 1857 - 1858 - 1859 - 1860 - 1861    |
| Décennies de la photographie : 1820 - 1830 - 1840 - 1850 - 1860 - 1870 - 1880 |

Cet article présente les faits marquants de l'année 1858 en photographie.

## Événements
- 23 octobre : le photographe français Nadar dépose un brevet de photographie aérienne en ballon, intitulé Un nouveau système de photographie aérostatique dans le but « d’employer la photographie pour la levée des plans topographiques, hydrographiques et cadastraux » ; il propose notamment de transformer la nacelle du ballon en laboratoire afin d'opérer au collodion humide[1]. Il réalise la première photographie aérienne depuis un ballon captif à 80 mètres d'altitude au-dessus du Petit-Bicêtre[2],[3].
- Étienne Carjat se forme à la photographie auprès de Pierre Petit[4]
- La comète Donati découverte le 2 juin est photographiée le 27 septembre par le peintre et photographe William Usherwood (mais la plaque d'origine et les tirages sont perdus) et le 28 septembre par l'astronome William Cranch Bond[5].
- Auguste Chevallier fait breveter en France la planchette photographique.

## Photographies notables

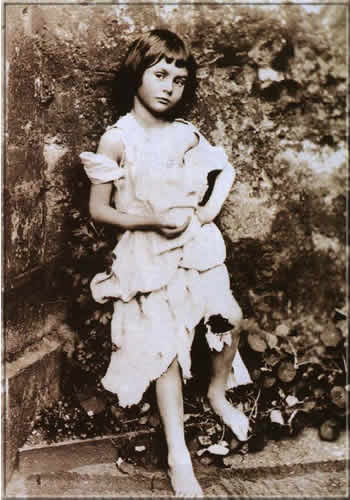
Alice Liddell photographiée en 1858 par Lewis Carroll

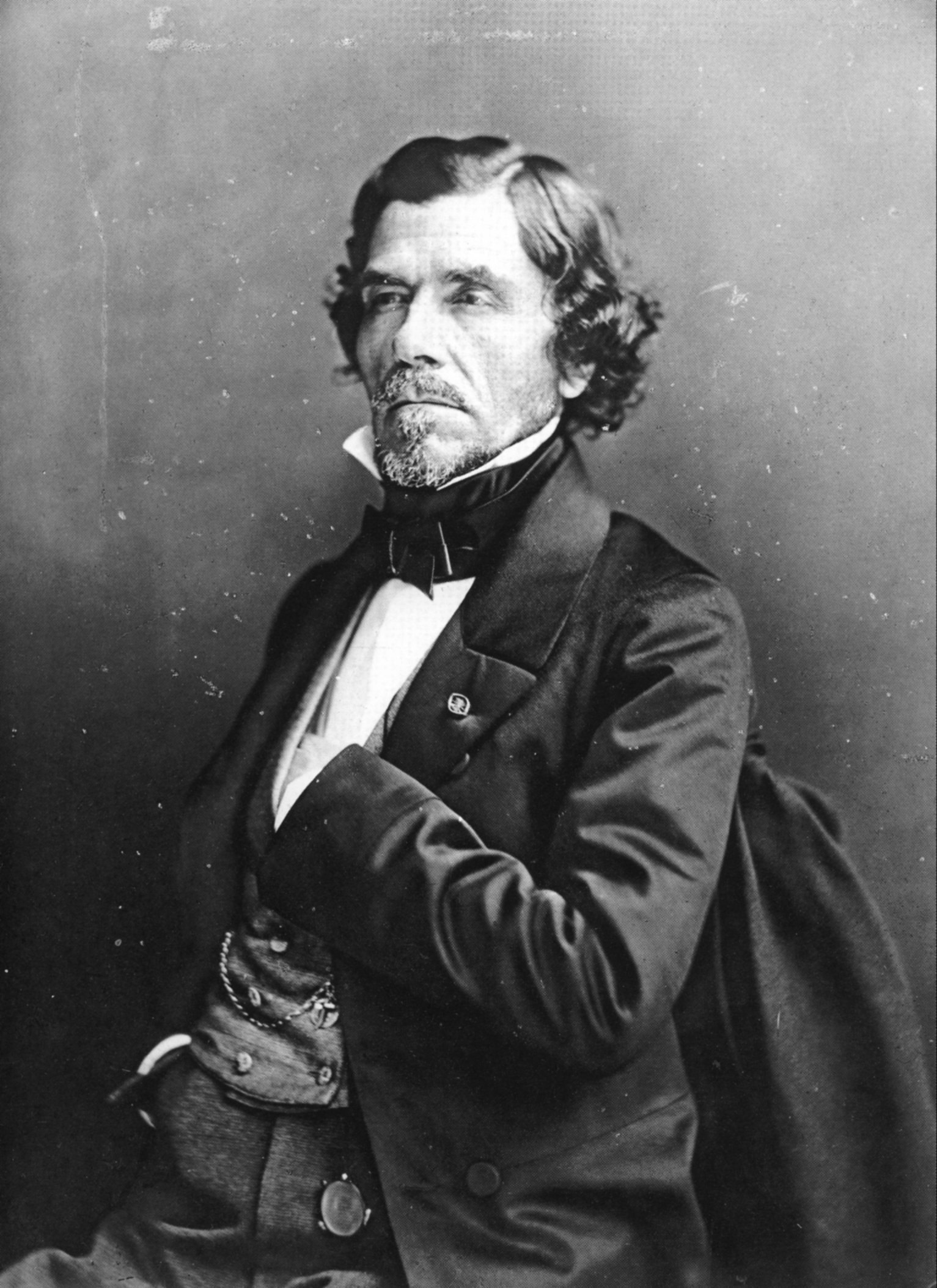
Eugène Delacroix photographié par Nadar

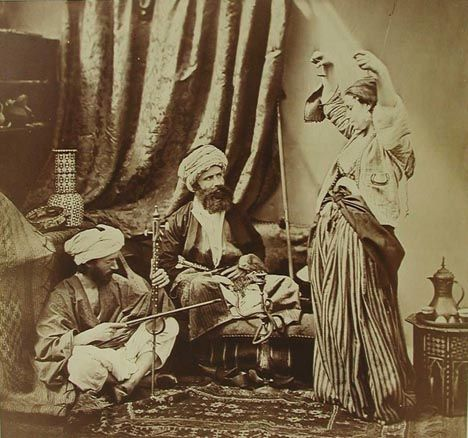
Roger Fenton, Pacha et bayadère.

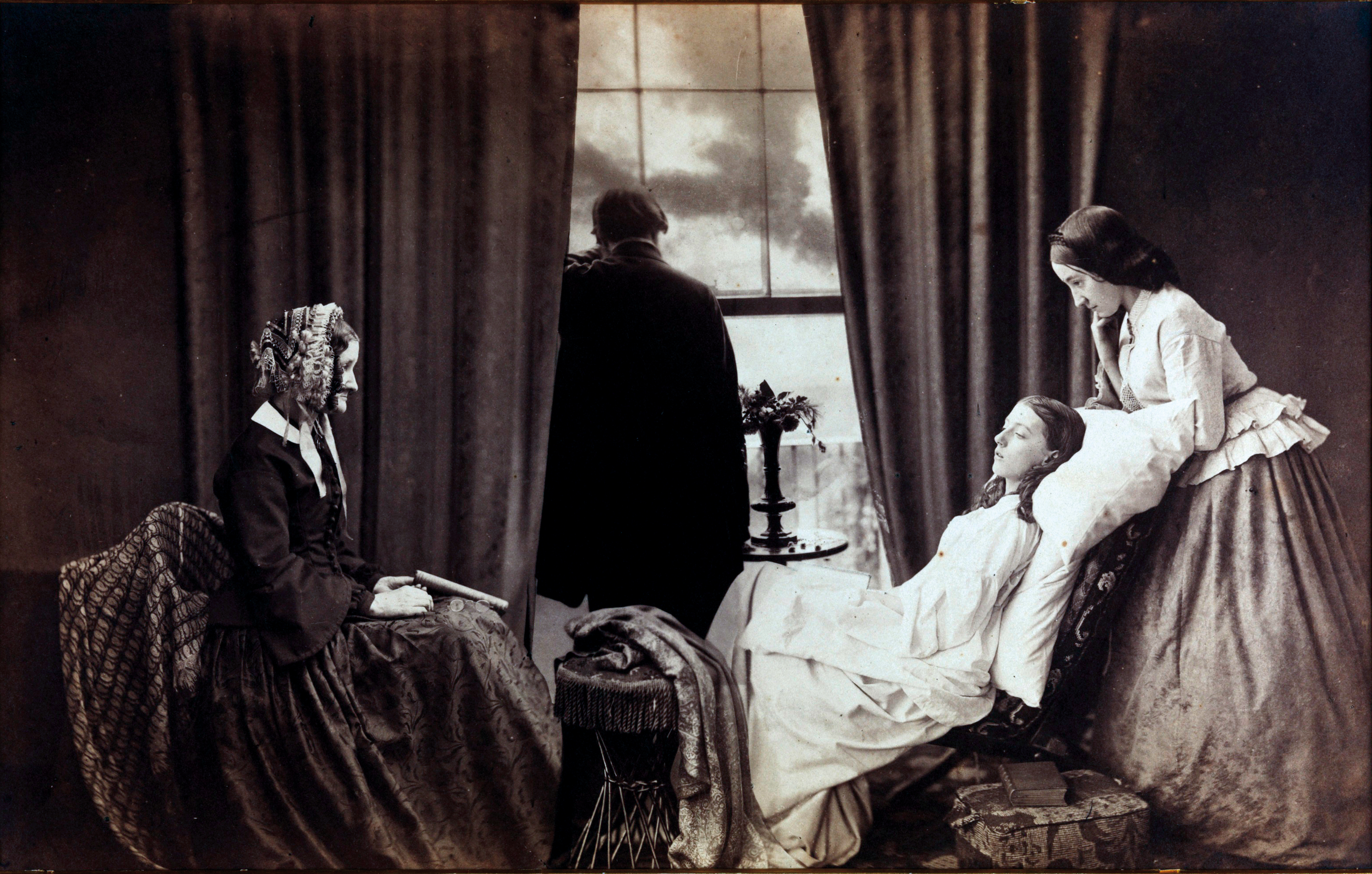
Henry Peach Robinson, Fading Away.

- Lewis Carroll photographie Alice Liddell  en petite mendiante.

- Roger Fenton, Reclining Odalisque (en)[6] et Pacha et bayadère (en)[7].

- Nadar photographie Eugène Delacroix[8].

- Henry Peach Robinson, Fading Away, composition à partir de cinq négatifs différents représentant une jeune fille mourante entourée de trois membres de sa famille ; la photographie est controversée : certains estimant que ce sujet douloureux est parfaitement acceptable en peinture mais pas en photographie[9],[10].

## Livres de photographies
- Publication à Paris du premier catalogue raisonné des œuvres d'un peintre illustré par un photographe, Robert Jefferson Bingham[11] : Œuvre de Paul Delaroche reproduit en photographie par Bingham ; accompagné d'une notice sur la vie et les ouvrages de Paul Delaroche et du catalogue raisonné de l’œuvre par Jules Godé[12].
- Félix Teynard, Égypte et Nubie : sites et monuments les plus intéressants pour l'étude de l'art et de l'histoire, atlas photographié, Paris, Goupil et Cie, Londres, E. Gambart and Co.[13].

## Études, essais, articles
- Auguste Belloc, Compendium des quatre branches de la photographie : traité complet théorique et pratique des procédés de Daguerre, Talbot, Niepce de Saint-Victor et Archer, applications diverses, Paris, 460 p. (Lire en ligne).
- (en) Thomas Sutton et John Worden, A dictionary of photography, Londres, S. Low, Son, and Co, VII-483 p.

## Expositions

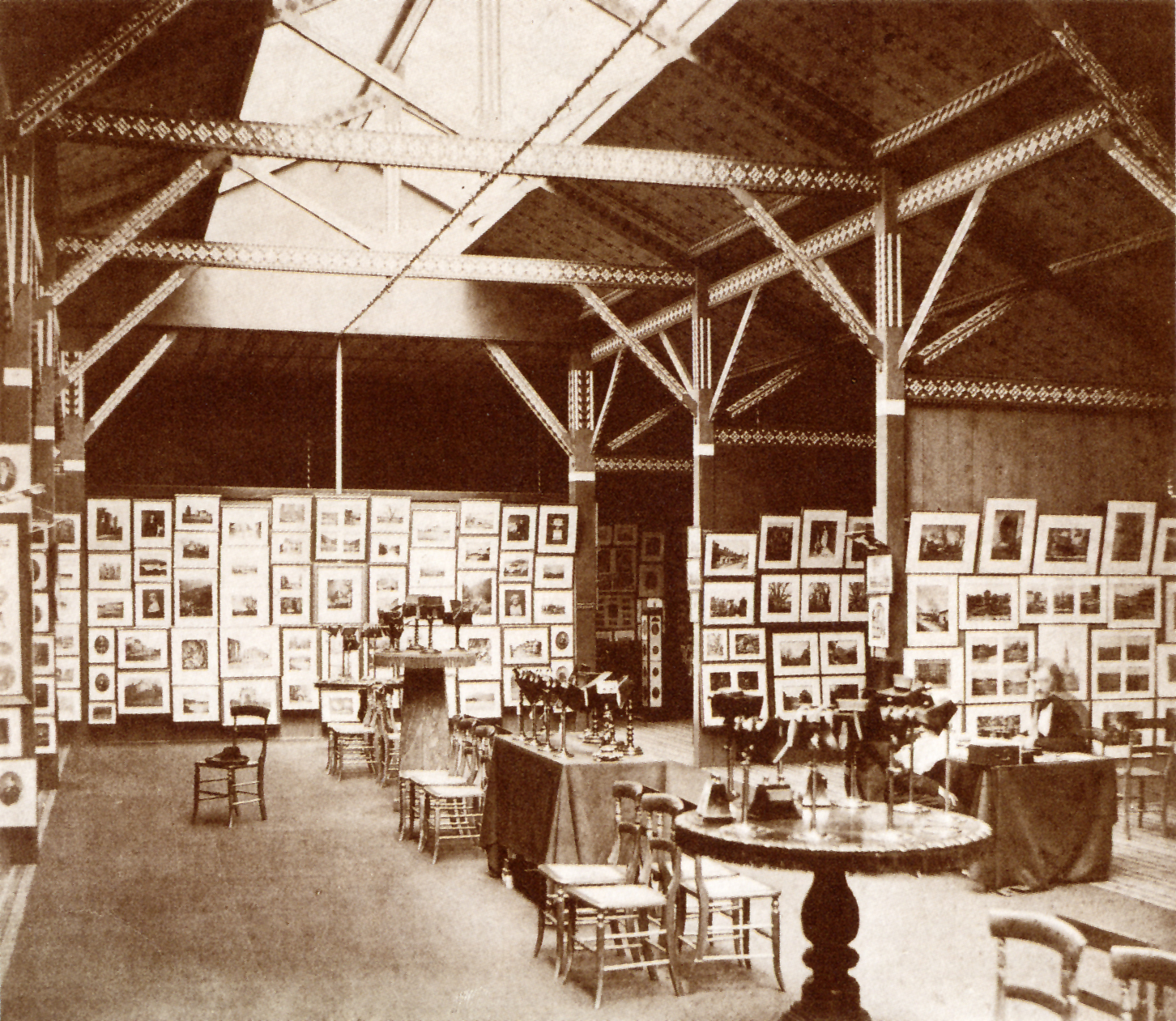
Vue de l'exposition de la Royal Photographic Society à Londres en 1858.

- Exposition organisée conjointement à Londres par la Royal Photographic Society et la Société française de photographie au South Kensington Museum, rassemblant plus de 700 photographies[14].

## Naissances
- 6 janvier : Paul Cardon dit Dornac, photographe français, mort le 10 janvier 1941.
- 10 janvier : Heinrich Zille, peintre et photographe allemand, mort le 9 août 1929.
- 14 janvier : Paul Rudolph, opticien allemand qui a mis au point plusieurs objectifs photographiques pou Zeiss, dont le premier objectif anastigmat, le Planar, l'Unar et le Tessar, mort le 8 mars 1935.
- 12 février : Victor Camus, photographe français, mort le 25 octobre 1908.
- 1er mars : Charles Mendel, libraire et éditeur photographique français, directeur de Photo-Revue, fabricant d'appareils photographiques, mort le 28 juillet 1917.
- 20 avril : Jacques-Ernest Bulloz, éditeur et photographe français, mort le 5 mars 1942.
- 5 mai : Sarah Choate Sears, collectionneuse d'art, mécène et photographe américaine, morte le 25 septembre 1935.
- 12 mai : Horatio Walker, peintre et photographe canadien, mort le 27 septembre 1938.
- 18 juin : Frédéric Boissonnas, photographe suisse, mort le 17 octobre 1946.
- 26 juin : Pierre Camille Victor Huas, médecin de la Marine et photographe français, mort le 16 octobre 1915.
- 5 juillet : Alexandre Michon, photographe et directeur de la photographie russe, d'origine française, mort le 5 juillet 1921.
- 18 novembre : Paul Sescau, photographe français, qui illustre notamment de photographies des romans pour les éditions Nilsson, mort le 1er mai 1926.
- 26 novembre : Albert Londe, photographe français, mort le 11 septembre 1917.
- 4 décembre : Alphonse de Nussac, photographe français, mort le 9 avril 1940.
- Date précise non renseignée ou inconnue :
  - Manuel Compañy, photographe portraitiste espagnol, mort le 13 janvier 1909.
  - Luis de Ocharan, écrivain photographe espagnol, mort vers 1926.

## Décès
- 11 novembre : Hugh Lee Pattinson, chimiste, entrepreneur et photographe britannique, né le 25 décembre 1796.
- 2 décembre : Robert Howlett, photographe britannique, né le 3 juillet 1831.
- 20 décembre : Charles-Isidore Choiselat, photographe français, né le 13 février 1815.